# Zarzyca
Zarzyca (niem. Reichau) – wieś w Polsce położona w województwie dolnośląskim, w powiecie strzelińskim, w gminie Kondratowice.

## Podział administracyjny
W latach 1975–1998 miejscowość administracyjnie należała do województwa wrocławskiego.

## Zabytki
Do wojewódzkiego rejestru zabytków wpisane są:
- kościół filialny św. Andrzeja Boboli, z 1612 r., przebudowany w XVIII w. z epitafiami, m.in.: Anny  von Wiese (1580-1611), żonatej z von Geiffersdorf, z herbami von, ojcowskimi po lewej: Wiese, Regensperg, matczynymi po prawej: Niemitz, Schindel[5]
- dwór, obecnie dom nr 25, z 1730 r., przebudowany pod koniec XIX w.
- inne
- świetlica wiejska, nr 29, budynek kryty dachem dwuspadowym, od frontu szczyt wolutowy. Wejście główne w ścianie szczytowej pomiędzy kolumnami podtrzymującymi trójkątny fronton.